# Canal ulnaire
Le canal ulnaire (ou canal de Guyon ou loge de Guyon ou canal cubital) est un canal ostéo-fibreux longitudinal au niveau du poignet.
Le tunnel ulnaire porte également le nom éponyme du chirurgien français Jean Casimir Félix Guyon, qui a initialement décrit le canal en 1861.

## Description
Le canal ulnaire est situé médialement au canal carpien.
En arrière, il est délimité par le rétinaculum des fléchisseurs et en avant par une extension du tendon du muscle fléchisseur ulnaire du carpe.
En dedans, il est limité par le pisiforme et le ligament piso-hamatum et latéralement par la face médiale de l'hamulus de l'os hamatum qui le sépare du canal carpien.
Le toit est constitué du prolongement du fascia antébrachial et les muscles de l'hypothénar.

## Anatomie fonctionnelle
Le canal ulnaire fournit le passage de l'avant bras à la main au nerf et à l'artère ulnaire.

## Aspect clinique
Une compression du nerf ulnaire au niveau du canal entraîne le syndrome du canal de Guyon. Cette compression peut être due à un kyste synovial ou à une pratique sportive prolongée, comme le cyclisme par compression sur le guidon.